# Chiloglanis harbinger
Chiloglanis harbinger és una espècie de peix de la família dels mochòkids i de l'ordre dels siluriformes.

## Morfologia
Els mascles poden assolir els 4,4 cm de llargària total.

## Distribució geogràfica
Es troba a Àfrica: Camerun.

## Estat de conservació
Les seues principals amenaces són la construcció de carreteres, la desforestació i l'expansió agrícola.